# 23andMe
23andMe Holding Co. is een Amerikaans bedrijf voor persoonlijke genomica en biotechnologie, gevestigd in South San Francisco, Californië. Het bedrijf staat vooral bekend om het aanbieden van een genetische testdienst rechtstreeks aan de consument, waarbij klanten een speekselmonster afgeven dat in een laboratorium wordt geanalyseerd met behulp van genotypering van enkelvoudige nucleotidepolymorfisme, om rapporten te genereren met betrekking tot de voorouders van de klant en genetische aanleg voor gezondheidsgerelateerde onderwerpen. De naam van het bedrijf is afgeleid van de 23 paar chromosomen in een diploïde menselijke cel.
23andMe werd opgericht in 2006 en werd al snel het eerste bedrijf dat autosomaal DNA-testen voor voorouders ging aanbieden, een test die nu door alle andere grote bedrijven wordt gebruikt. Zijn speekselgebaseerde genetische testen die rechtstreeks aan de consument geleverd worden, werd in 2008 door Time uitgeroepen tot "Uitvinding van het Jaar".
Het bedrijf had eerder een moeizame relatie met de Amerikaanse Food and Drug Administration (FDA) vanwege de genetische gezondheidstesten. Vanaf oktober 2015 bevatten de in de VS bestelde DNA-testen een herziene gezondheidscomponent, conform de goedkeuring van de FDA. 23andMe verkoopt sinds oktober 2014 in Canada een product met zowel voorouder- als gezondheidsgerelateerde componenten, en sinds december 2014 ook in het Verenigd Koninkrijk.
23andMe werd in 2021 een beursgenoteerd bedrijf via een fusie met een Special Purpose Acquisition Company (SPAC) en had al snel een marktkapitalisatie van US$ 6 miljard. In 2024 was de waarde ervan gedaald tot 2% van dat hoogtepunt. In maart 2025 vroeg 23andMe het faillissement aan en trad CEO Anne Wojcicki af. Vanwege de gevoelige aard van de door 23andMe opgeslagen gegevens en zorgen over de privacy als gevolg van de faillissementsaanvraag heeft de procureur-generaal van Californië vervolgens een consumentenwaarschuwing uitgegeven aan zijn klanten.
In juni 2025 won TTAM Research Institute, een non-profitorganisatie opgericht door Anne Wojcicki, het bod op 23andMe voor $ 305 miljoen.